# 菲林蓋
菲林蓋是尼日爾西南部的城市，由蒂拉貝里大區負責管轄，毗鄰首都尼阿美，海拔高度203米，市場主要由牧民和農民組成，市內飲用水缺乏，2001年人口11,661。
14°21′N 3°19′E / 14.350°N 3.317°E